# Аршалы (Костанайская область)
Аршалы (каз. Аршалы) — село в Денисовском районе Костанайской области Казахстана. Административный центр Аршалинского сельского округа. Находится примерно в 51 км к северо-западу от районного центра, села Денисовка. Код КАТО — 394035100.

## Население
В 1999 году население села составляло 703 человека (347 мужчин и 356 женщин). По данным переписи 2009 года в селе проживало 499 человек (247 мужчин и 252 женщины).